# Böckten
Böckten es una comuna suiza del cantón de Basilea-Campiña, situada en el distrito de Sissach. Limita al noreste con la comuna de Rickenbach, al este con Gelterkinden, al sur con Thürnen, y al oeste y noroeste con Sissach.